# Episodi di Un ciclone in convento (tredicesima stagione)
La tredicesima stagione di Un ciclone in convento è stata trasmessa sul canale tedesco Das Erste dal 4 marzo 2014.
In Italia la stagione viene trasmessa dal 15 al 25 aprile 2016 su Raidue.
| nº | Titolo originale     | Titolo italiano           | Prima TV originale | Prima TV Italia |
| -- | -------------------- | ------------------------- | ------------------ | --------------- |
| 1  | Die Wege des Herrn   | Il paladino di Kaltenthal | 4 marzo 2014       | 15 aprile 2016  |
| 2  | Feuer unterm Dach    | Digiuno forzato           | 11 marzo 2014      | 18 aprile 2016  |
| 3  | Ärger auf Rezept     | Il progetto fa acqua      | 18 marzo 2014      | 18 aprile 2016  |
| 4  | Lösegeld             | La scelta                 | 25 marzo 2014      | 19 aprile 2016  |
| 5  | Vollgas              | A tutto gas               | 1 aprile 2014      | 19 aprile 2016  |
| 6  | Die Stimme des Herrn | Ospiti invadenti          | 8 aprile 2014      | 20 aprile 2016  |
| 7  | Wahre Liebe          | Dolce amore               | 22 aprile 2014     | 20 aprile 2016  |
| 8  | Hoffen und Bangen    | Compatibilità a sorpresa  | 29 aprile 2014     | 21 aprile 2016  |
| 9  | Neues Leben          | Il segreto di Teodora     | 6 maggio 2014      | 21 aprile 2016  |
| 10 | Liebesgeflüster      | Web e gelosia             | 13 maggio 2014     | 22 aprile 2016  |
| 11 | Gesucht und gefunden | Dalla Grecia con ardore   | 20 maggio 2014     | 22 aprile 2016  |
| 12 | Zivilcourage         | L'ultimo desiderio        | 27 maggio 2014     | 25 aprile 2016  |
| 13 | Wort für Wort        | Un buco nell'acqua        | 3 giugno 2014      | 25 aprile 2016  |